# 近江名所図会

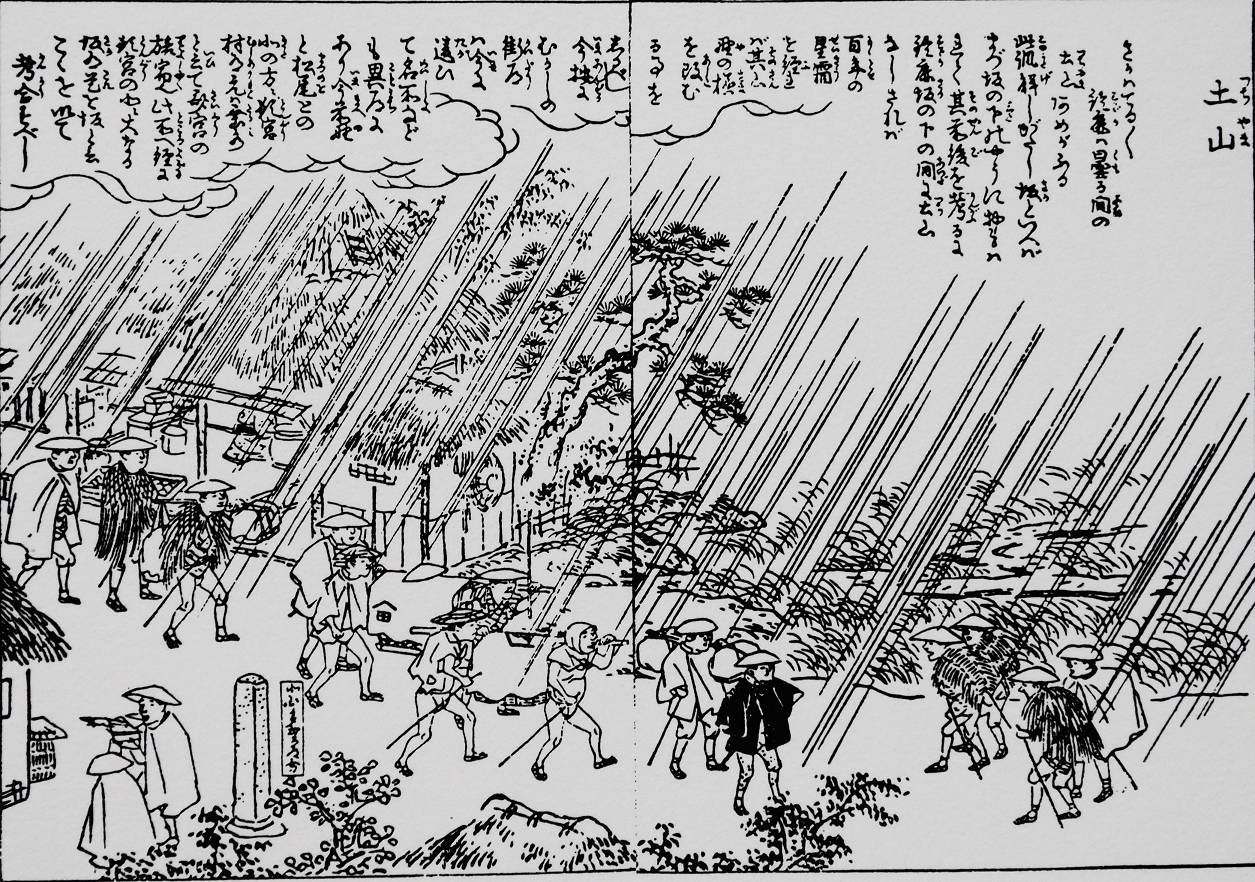
近江名所図会「土山」

近江名所図会（おうみめいしょずえ）は、江戸時代に近江国を紹介した案内記（ガイドブック）である。
1815年（文化12年）の刊行。秦石田と秋里籬島が編集、蔀関月と西村中和が画を担当したとされているが、実際は、『木曽路名所図会』『伊勢参宮名所図会』『二十四輩順拝図会』から近江関係の記事を抜粋してまとめたもの。全4巻。別名として「琵琶湖勝概全覧図会」とある。
当時の習俗・風俗が詳細されており、民俗学・歴史地理学の格好の資料である。